# Castello di Brianza
Castello di Brianza es una localidad y comune italiana de la provincia de Lecco, región de Lombardía, con 2.423 habitantes.

## Evolución demográfica
| Gráfica de evolución demográfica de Castello di Brianza entre 1861 y 2001 |
|                                                                           |
| Fuente ISTAT - elaboración gráfica de Wikipedia                           |